# Mistrzostwa Azji we Wspinaczce Sportowej 2014
Mistrzostwa Azji we Wspinaczce Sportowej 2014 – 22. edycja Mistrzostw Azji we wspinaczce sportowej, która odbyła się w dniach 1–3 października 2014 na indonezyjskiej wyspie Lombok. W klasyfikacji medalowej zwyciężyli gospodarze organizujące  mistrzostwa Azji, zdobywając łącznie 8 medali (w tym 3 złote, 2 srebrne oraz 3 brązowe).

## Konkurencje
Mężczyźni
- bouldering, prowadzenie oraz wspinaczka na czas,

Kobiety
- bouldering, prowadzenie oraz wspinaczka na czas.

## Uczestnicy
Zawodnicy i zawodniczki podczas zawodów wspinaczkowych w 2014 roku rywalizowali w 6 konkurencjach. Łącznie do mistrzostw Azji zgłoszonych zostało 147 wspinaczy(każdy zawodnik ma prawo startować w każdej konkurencji o ile do niej został zgłoszony i zaakceptowany przez IFCS i organizatora zawodów).  W klasyfikacji medalowej zwyciężyli gospodarze organizujące  mistrzostwa Azji, zdobywając łącznie 8 medali (w tym 3 złotych, 2 srebrne oraz 3 brązowe).
| Lp.   |           | ↓ Uczestnicy – konkurencje → |    | bouldering | prowadzenie | na czas |
| ----- | --------- | ---------------------------- | -- | ---------- | ----------- | ------- |
| 1.    | Mężczyźni | 32                           | 31 | 23         |             |         |
| 2.    | Kobiety   | 26                           | 23 | 12         |             |         |
| Razem | Razem     | Razem                        | 58 | 54         | 35          |         |

## Medaliści
| Konkurencja   | Złoto                           | Srebro                       | Brąz                       |
| ------------- | ------------------------------- | ---------------------------- | -------------------------- |
| Mężczyźni     |                                 |                              |                            |
| bouldering.   | Indonezja · Aan Aviansyah       | Chiny · Ma Zida              | Chiny · Qu Haibin          |
| prowadzenie.  | Korea Południowa · Min Hyun-bin | Indonezja · Aan Aviansyah    | Chiny · Ma Zida            |
| wsp. na czas. | Indonezja · Ashari Fajri        | Indonezja · Rindi Sufriyanto | Indonezja · Aspar Jaelolo  |
| Kobiety       |                                 |                              |                            |
| bouldering.   | Japonia · Miho Nonaka           | Korea Południowa · Sa Sol    | Indonezja · Fitria Hartani |
| prowadzenie.  | Korea Południowa · Kim Ja-in    | Japonia · Risa Ota           | Iran · Elnaz Rekabi        |
| wsp. na czas. | Indonezja · Tita Supita         | Iran · Farnaz Esmaeilzadeh   | Indonezja · Mudji Mulyani  |

## Klasyfikacja medalowa
* Gospodarz zawodów został zaznaczony tym kolorem.
|                   |                   |   |   |   |    |  |  |  |  |
| 1                 | Indonezja *       | 3 | 2 | 3 | 8  |  |  |  |  |
| 2                 | Korea Południowa  | 2 | 1 | 0 | 3  |  |  |  |  |
| 3                 | Japonia           | 1 | 1 | 0 | 2  |  |  |  |  |
| 4                 | Chiny             | 0 | 1 | 2 | 3  |  |  |  |  |
| 5                 | Iran              | 0 | 1 | 1 | 2  |  |  |  |  |
| Ogółem (5 państw) | Ogółem (5 państw) | 6 | 6 | 6 | 18 |  |  |  |  |

Źródła: